# Іні I
Мерготепра Іні (також Іні I) — давньоєгипетський фараон з XIII династії. Можливо, був сином свого попередника, Мернофери Аїба.